# Saverio Cassar
Saverio Cassar (* 29. Dezember 1746 in Gozo; † 16. Dezember 1805 ebenda) war ein maltesischer römisch-katholischer Geistlicher und Staatsmann. Von 1798 bis 1801 war er Generalgouverneur des unabhängigen Staates Gozo.

## Leben
Cassar studierte in Rom und empfing am 30. März 1771 die Priesterweihe. 1773 wurde er Erzpriester und 1775 Pro-Vikar von Gozo.
Am 3. September 1798 erhoben sich die Gozitaner gegen die französische Besatzung. Saverio Cassar wurde am 18. September desselben Jahres zum Regierungschef von Gozo ernannt. Die französischen Garnisonen in der Zitadelle von Rabat und im Fort Chambray ergaben sich am 28. und 29. Oktober 1798 den Briten, welche Cassar die Regierung der Insel überließen. Dieser unterstellte sich König Ferdinand III. von Sizilien. Eine seiner ersten Amtshandlungen war am 29. Oktober 1798 die Forderung nach der Schaffung einer eigenen Diözese auf der Insel. Diesem Wunsch kam jedoch erst 1864 Papst Pius IX. mit der Schaffung des Bistums Gozo nach.

## Wirken
Als Staatsmann war Cassar wenig erfolgreich. Zwar nahm die gozitanische Wirtschaft unter seiner Regierung einen gewissen Aufschwung, doch dieser beruhte im Wesentlichen auf Exporten von landwirtschaftlichen Produkten nach Sizilien-Neapel und auf den hohen Zahlungen, welche die Franzosen für die Benutzung des Hafens von Mġarr durch ihre Kriegsschiffe leisteten.
Wegen Differenzen mit der britischen Verwaltung in Mdina wurde Saverio Cassar am 20. August 1801 seines Amtes als Gouverneur von Gozo enthoben und durch Emmanuele Vitale ersetzt. Cassar nahm seine seelsorgliche Tätigkeit wieder auf und starb vier Jahre später.
Im Jahr 2005 wurde ihm ein Denkmal am Independence Square in Victoria, der Hauptstadt Gozos, errichtet und am 14. Dezember 2005 durch den maltesischen Präsidenten Eddie Fenech Adami eingeweiht.